# Gokulam Kerala Football Club (féminines)
Maillots
La section féminine du Gokulam Kerala Football Club (en malayalam : ഗോകുലം കേരള ഫുട്ബോൾ ക്ലബ്, et en hindi : गोकुलम केरल फुटबॉल क्लब), plus couramment abrégé en Gokulam Kerala, est un club indien de football féminin fondé en 2017 et basé dans la ville de Kozhikode, dans l'État de Kerala. Le club évolue en Indian Women's League.

## Histoire
Le Gokulam Kerala FC est fondé en 2017 dans la ville de Kozhikode, le club est surnommé les Malabarians comme il représente la région de Malabar.
Le club appartenant au Sree Gokulam Group participe à la première édition professionnelle du championnat indien en 2017.
En 2019, Priya P.V. (en) est nommée coach de l'équipe. Sous sa direction, les Malabarians remportent leur premier titre national, en 2020, en battant le Krypsha FC (3-2) en finale.
La saison suivante n'ayant pas été à son terme à cause du Covid-19, le club est désigné comme représentant de l'Inde pour le championnat féminin des clubs de l'AFC 2021. Dans cette perspective, le club recrute un contingent de joueuses étrangères : la Portoricaine Adriana Tirado (en), la Birmane Win Theingi Tun (en), la Colombienne Karen Steffany et les Ghanéennes Susan Duah et Elshaddai Acheampong rejoignent les Malabarians en novembre 2021. Le club s'appuye aussi notamment sur les internationales indiennes Aditi Chauhan (en), Dalima Chhibber (en) et Grace Dangmei (en).
Le club termine troisième du Championnat féminin des clubs de l'AFC 2021.

## Palmarès
| Compétitions nationales                                                    |
| -------------------------------------------------------------------------- |
| - Championnat d'Inde (3) : - Champion : 2020-2021, 2021-2022 et 2022-2023. |

## Personnalités du club

### Présidents du club
- Gokulam Gopalan